# Peter de Waal
Peter de Waal (nacido en 1938) es un autor y activista australiano por los derechos LGBT. Fue miembro fundador de la Campaña Contra la Persecución Moral (CAMP) y participó en el primer Mardi Gras de Gays y Lesbianas de Sydney.

## Biografía
Peter De Waal nació en 1938. Como activistas de toda la vida de la comunidad gay y lesbiana en Sydney, de Waal y su socio Peter Bonsall-Boone compartieron el primer beso masculino gay televisado en Australia, establecieron un servicio de asesoramiento desde su casa en Balmain y se enfrentaron a la policía durante el primer desfile de Mardi Gras en Sydney. en 1978. de Waal forma parte del grupo conocido como los “ 78ers ” que participaron en los acontecimientos de Sydney en 1978, incluido el primer desfile de Mardi Gras de gays y lesbianas de Sydney, protestas en Darlinghurst, las comisarías centrales de policía y el Tribunal Central, y marchas por la ciudad. Asistió a la disculpa bipartidista formal del Parlamento Estatal de Nueva Gales del Sur a los 78ers el 25 de febrero de 2016.

## Obras
- de Waal, Peter; Gay and Lesbian Immigration Task Force NSW (2002), Lesbians and gays changed Australian immigration : history and herstory, Gay and Lesbian Immigration Task Force NSW, ISBN 978-0-9580270-0-7.
- de Waal, Peter; GLITF (NSW) (1998), When only the best will do : a study of lesbian and gay immigration, GLITF NSW, ISBN 978-0-646-35435-4.
- de Waal, Peter; New South Wales. Supreme Court (2007), Unfit for publication : NSW Supreme Court and other bestiality, buggery and sodomy trials 1727-1930, P. de Waal, ISBN 978-0-646-47274-4.
- de Waal, Peter, 1938-; Black, Ian; Trebilco, Peter; Wills, Sue; Tribunal Working Group (1996), The 1976 Tribunal on Homosexuals and Discrimination and its 1994 review, The Tribunal Working Group, ISBN 978-0-646-20409-3.

## Premios
En junio de 2017, de Waal y Bonsall-Boone (póstumamente) fueron admitidos como miembros de la Orden de Australia en los Honores del Cumpleaños de la Reina de 2017, "por su importante servicio a la comunidad como defensor y partidario LGBTIQ, y a través de una variedad de funciones voluntarias".